# Thamnophis gigas
Espèce
Synonymes
- Thamnophis ordinoides gigas Fitch, 1940

Statut de conservation UICN

 VU B1ab(ii,iii,iv,v) : Vulnérable
Thamnophis gigas est une espèce de serpents de la famille des Natricidae.

## Répartition
Cette espèce est endémique de Californie aux États-Unis.

## Description
Thamnophis gigas mesure jusqu'à 163 cm. C'est un serpent ovovivipare.

## Étymologie
Son nom d'espèce, du grec ancien γίγας, gígas, « géant», lui a été donné en référence à sa taille qui en fait la plus grande espèce du genre Thamnophis.

## Publication originale
- Fitch, 1940 : A biogeographical study of the ordinoides artenkreis of garter snakes (genus Thamnophis). University of California Museum of Vertebrate Zoölogy, vol. 44, p. 1-150.